# Saint-Lô
Saint-Lô es un municipio (commune) francés, situado en el departamento de Mancha y en la región de Normandía. 

## Historia
El nombre celta original del asentamiento era Briovere o Briovera, que significa «puente sobre el Vire». Hacia 750 cambia de nombre por Saint-Laud, nombre del obispo de Coutances. Carlomagno la hizo amurallar en el siglo IX, pero las murallas no detuvieron el saqueo vikingo de 890.
Geoffroy de Montbray (1048-1093), obispo de Coutances y barón de St-Lô fue el artífice del despertar económico de la ciudad. Con un puente y numerosos molinos, la villa prospera: la recaudación de los pontazgos se multiplica por catorce entre 1039 y 1093. A fines del siglo XI la ciudad es la tercera de Normandía, sólo superada por Ruan y Caen. Felipe III le otorgó el privilegio de batir moneda, y una ceca funcionó en St-Lô de 1275 a 1693.
Fueron las guerras de religión las que causaron el declive de la ciudad. Saint-Lô era una ciudad hugonote que ya contaba con una iglesia reformada en 1555, y los primeros libros impresos en la ciudad fueron obras protestantes. Tomada en 1562 por las tropas católicas del duque de Estampes, fue recuperada por los protestantes al año siguiente. Pero el sitio y posterior toma de la ciudad por las tropas católicas del mariscal de Matignon en 1574 supuso su destrucción.
El siglo XVII fue un siglo particularmente próspero para Saint-Lô donde se multiplicaron las industrias textiles y del cuero bajo el impulso del ministro Colbert. La persecución religiosa contra los hugonotes volvería sin embargo a golpear a la población y la economía de la ciudad. Tras la revocación del edicto de Nantes en 1685, muchos artesanos cualificados y notables locales abandonaron la ciudad para huir al extranjero. En 1693 se le prohibió batir moneda y ese privilegio fue transferido a Caen. Tras la Revolución francesa la ciudad cambió su nombre por Rocher de la Liberté, y el 11 de octubre de 1795 fue declarada capital departamental.
En el siglo XIX, Saint-Lô, situada en una región tradicionalmente ganadera, se confirmó como una importante plaza para ferias de ganado, pero su progreso económico se vio ralentizado por el miedo de su población mayoritariamente rural frente a la revolución industrial. Se negaron a que el eje ferroviario Cherbourg-París pasara por la ciudad, por lo que no tuvieron ferrocarril hasta 1860. El tráfico fluvial en el río Vire tampoco cubrió las expectativas. Empieza un importante éxodo rural y su evolución demográfica es netamente negativa a partir de 1850. Su población se vio además duramente mermada por la Guerra Franco-Prusiana de 1870 y la Primera Guerra Mundial.
El 17 de junio de 1940 los ejércitos alemanes ocuparon Saint-Lô, que permanecería durante la guerra en la zona ocupada. Por su importancia para las comunicaciones entre Bretaña y Normandía, así como los accesos al puerto de Cherburgo, la ciudad sufrió un fuerte ataque aéreo aliado el 6 de junio de 1944, a las ocho de la tarde, seguido de otros a lo largo de la noche. El 95 % de la ciudad resultó destruido y murieron 500 de sus 12 000 habitantes. La ciudad fue liberada el 19 de julio, después de 44 días de combates, aunque el coste humano y material fue tremendo. Los aliados perdieron más hombres en Saint-Lô que en la playa de Omaha el día del desembarco, con más de 1200 soldados muertos, heridos o desaparecidos. El 95 % de la localidad estaba dañada por los bombardeos 
Posteriormente James Rorimer, (conservador estadounidense que sirvió en la Sección de Monumentos, Bellas Artes y Archivos del Ejército de los Estados Unidos, también conocida como "The Monuments Men", protegiendo sitios culturales y recuperando obras de arte robadas) fue enviado a la ciudadela para evaluar los daños culturales. En su inspección del monasterio constató para su sorpresa que en ese capítulo, la Ciudad de los Libros medieval había sobrevivido bastante bien.
La ciudad de Saint-Lô fue condecorada con la Legión de Honor en 1948, y recibió el apodo de "Capital de las ruinas", una expresión que popularizará Samuel Beckett. La reconstrucción que se llevó a cabo en la postguerra no estuvo exenta de polémicas entre los partidarios de dejar las ruinas como referentes históricos y los que querían reedificar la ciudad. El conflicto entre estas dos visiones prolongó los trabajos en algunos edificios significativos, como la iglesia de Notre-Dame.

## Geografía
Se levanta sobre un espolón rocoso a orillas del río Vire. Está en la base de la península de Cotentin y es parte del nexo entre el importante puerto de Cherburgo y el resto de Francia. Saint-Lô se encuentra en el corazón del bocage que lleva su nombre, el bocage saint-lois. Sus habitantes se llaman, en francés, saint-lois, laudois, laudiens o laudiniens.

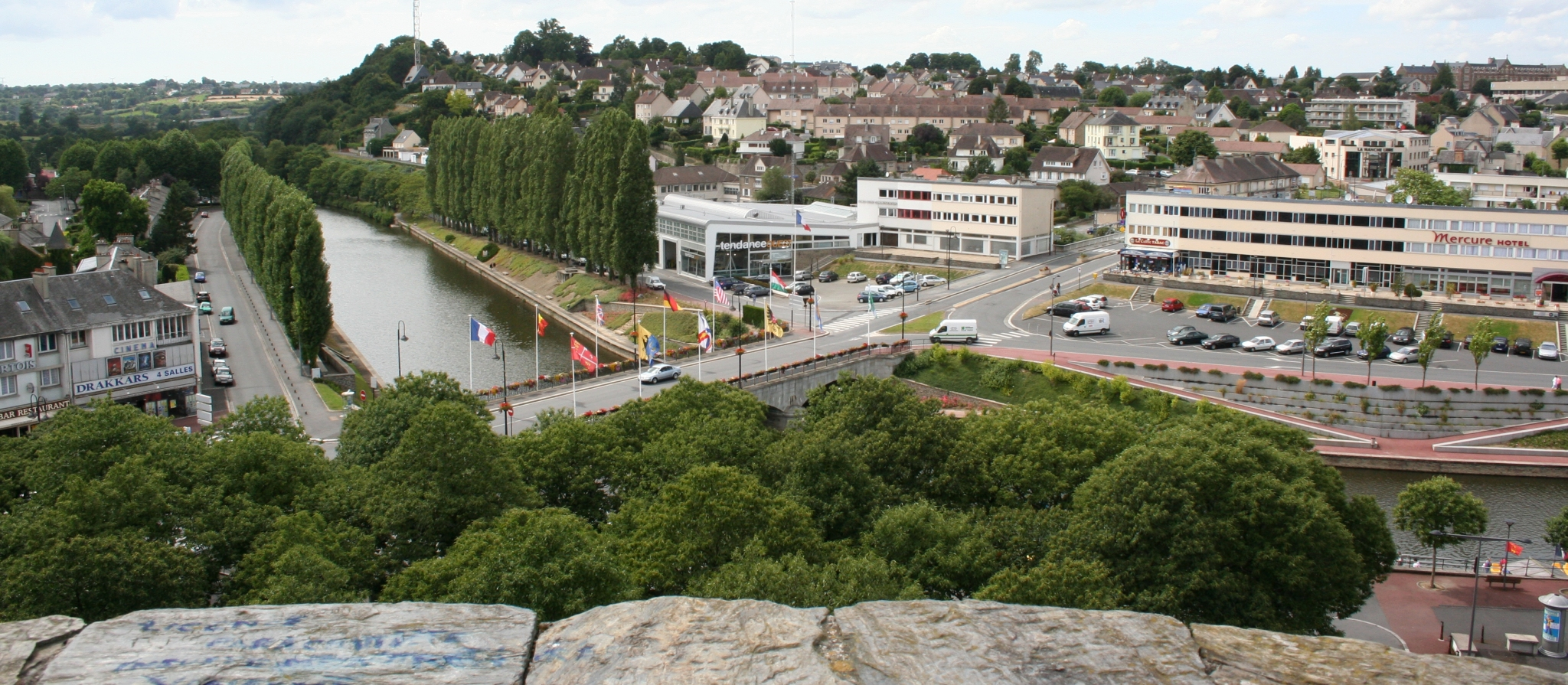
Vista de Saint-Lô desde el castillo.

El Vire estuvo clasificado entre 1835 y 1926 como río navegable gracias a la canalización del río hasta el mar, aunque ya no lo está por las graves filtraciones en las obras de contención del río, que nunca fueron reparadas. Se dice que pesó mucho en su desclasificación el desarrollo del ferrocarril: Saint-Lô tiene estación en la línea férrea de Cherburgo a Rennes.
Situada fuera de los principales ejes ferroviarios de Bretaña y Normandía, una línea secundaria atraviesa Saint-Lô y es una de las principales conexiones por carretera entre ambas provincias. Esta circunstancia explicaría la casi total destrucción de la ciudad por la fuerza aérea estadounidense en junio de 1944 durante la batalla de Normandía.

## Demografía
Pese a ser la capital del departamento, es la segunda ciudad del mismo en población, superada por Cherburgo-Octeville.
| 7 304 | 6 987 | 7 601 | 8 271 | 8 421 | 9 065 | 8 951 | 9 185 | 9 682 | 9 768 | 9 810 | 9 693 | 9 287 | 9 706 | 10 121 | 10 580 | 11 445 | 11 121 | 11 604 | 12 181 | 11 855 | 10 661 | 10 718 | 10 985 | 11 814 | 6 010 | 11 778 | 15 388 | 18 615 | 23 221 | 23 212 | 21 546 | 20 090 | 19 320 |
| Para los censos de 1962 a 1999 la población legal corresponde a la población sin duplicidades (Fuente: INSEE [Consultar]) |       |       |       |       |       |       |       |       |       |       |       |       |       |        |        |        |        |        |        |        |        |        |        |        |       |        |        |        |        |        |        |        |        |

## Administración y política
En el referendo sobre la Constitución Europea ganó el sí con un 52,59 % de los votos.
Algunos resultados electorales recientes (primeras vueltas del sistema francés):
| extrema izquierda (dos listas) | Tres listas de izquierda (socialistas, comunistas y otros) | Lista Caza y Pesca | derecha tradicional (dos listas) | Frente Nacional |
| ------------------------------ | ---------------------------------------------------------- | ------------------ | -------------------------------- | --------------- |
| 6,9 %                          | 41,6 %                                                     | 2,4 %              | 37,1 %                           | 12,0 %          |

## Economía
Según el censo de 1999, la distribución de la población activa por sectores era:
| agricultura | industria | construcción | servicios |
| ----------- | --------- | ------------ | --------- |
| 1,1 %       | 12,9 %    | 4,3 %        | 81,7 %    |

## Hermanamientos
- Aalen (Alemania)
- Christchurch (Reino Unido)
- Lorient (Francia)
- Roanoke (Estados Unidos)
- Saint-Ghislain (Bélgica)